# Дали (филм)
Вижте пояснителната страница за други значения на Дали.
„Дали́“ е испанско-български игрален филм (драма) от 1991 година на режисьора Антони Рибас, по сценарий на Енрик Гома, Темистоклес Лопез, Антони Рибас, Мигел Санз. Оператор е Макари Голферикс. Музиката във филма е композирана от Антонио Сечи.

## Сюжет
Филмът ни показва живота на художникът Салвадор Дали и неговата приятелка Гала. Тяхното бягство в Ню Йорк през 1940 година, и запознанството им с Луис Бунюел – един от най-добрите испански кинорежисьори.

## Актьорски състав
- Лоренцо Куин — Салвадор Дали
- Сара Дъглас – Гала
- Майкъл Катлин – Том Малоуни
- Катерине Уолах – Карес Кросби
- Франсиско Гихар – Паул
- Роса Новел – майката на Дали
- Ема Куер – сестрата на Дали
- Борис Луканов – бащата на Дали
- Момчил Карамитев – журналист
- Валентин Тубау – журналист
- Димитър Буйнозов – Графът
- Димитър Герасимов — Луис Бунюел
- Огнян Узунов – Бретаун
- Николай Дончев — Рене Клер
- Йосиф Сърчаджиев — Жан Кокто
- Никола Стефанов — Федерико Гарсия Лорка
- Венцислав Илиев – Радиге
- Найчо Петров – Еухенио де Орс
- Васил Димитров — Стравински
- Анани Явашев — Пикасо
- Стефан Илиев – учител
- Димитрина Савова – секретарка
- Ясен Пеянков – журналист
- Любомир Бъчваров – журналист
- Румяна Първанова – журналист
- Адриана Петрова — Анаис Нин
- Вера Среброва – Графинята
- Юлияна Караньотова – Нуш
- Светлана Славова – модистката
- Стефан Костов – полицай
- Кирил Янев – Далмау
- Петър Димов – професор
- Петър Райжеков — Хенри Милър